# Atomkreuzer

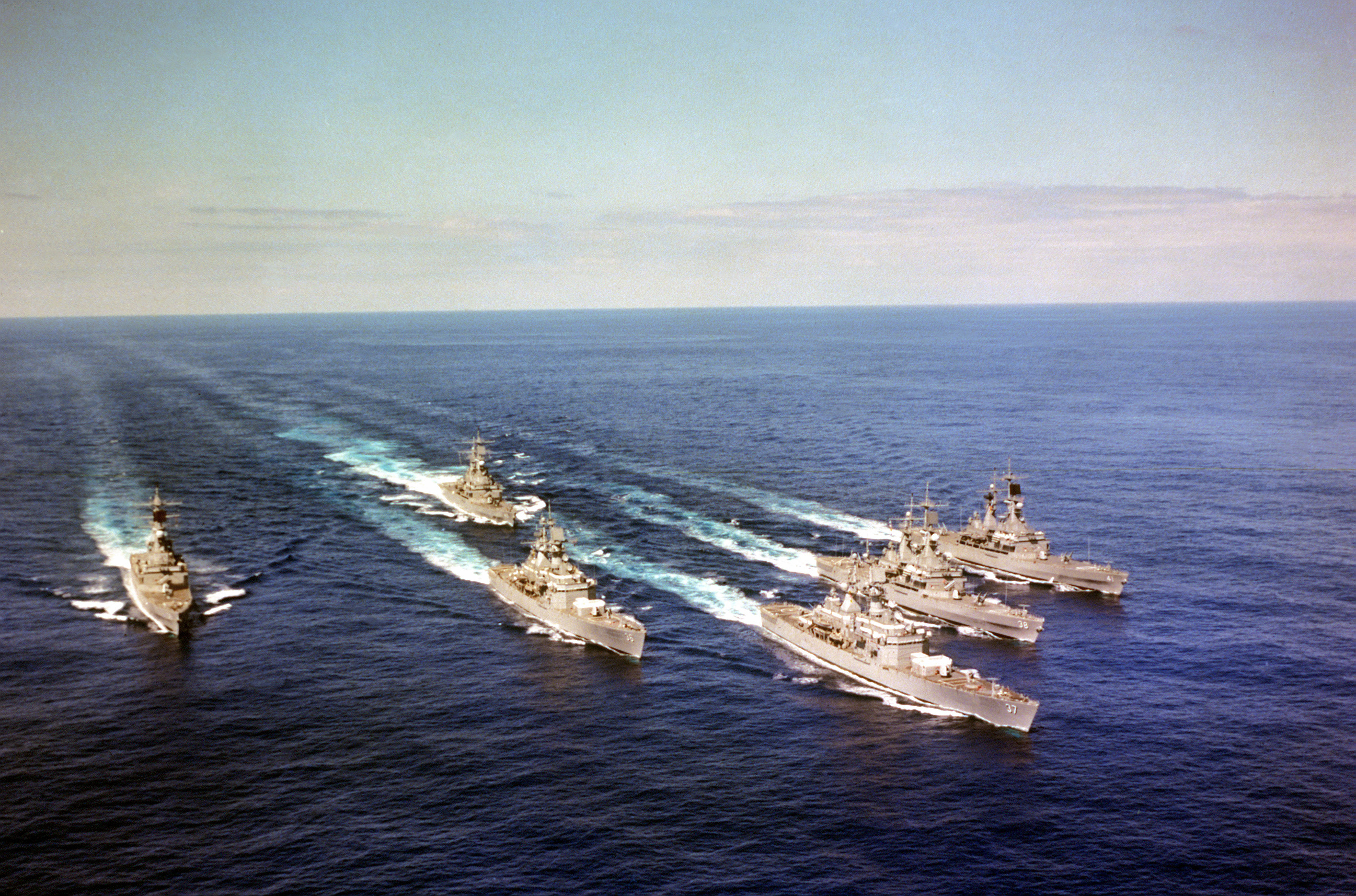
Sechs Atomkreuzer der US Navy in Formation

Als Atomkreuzer werden nuklear getriebene Kreuzer bezeichnet. Die ersten Schiffe dieser Gattung wurden in den 1960er Jahren während des Kalten Krieges in Dienst gestellt. In den USA und der Sowjetunion wurden insgesamt 13 Atomkreuzer gebaut, von denen gegenwärtig nur noch zwei heute russische Einheiten im Dienst sind. Sämtliche Schiffe dieser Gattung waren Lenkwaffenkreuzer, weshalb sie in US-amerikanischer Nomenklatur die Bezeichnung CGN für Cruiser Guided Missile nuclear powered erhielten.

## Geschichte

### US Navy (Amerikanische Marine)
Die United States Navy hat zwischen 1961 und 1980 insgesamt neun Atomkreuzer in Dienst gestellt. Sie wurden allesamt in den 1990er Jahren deaktiviert.

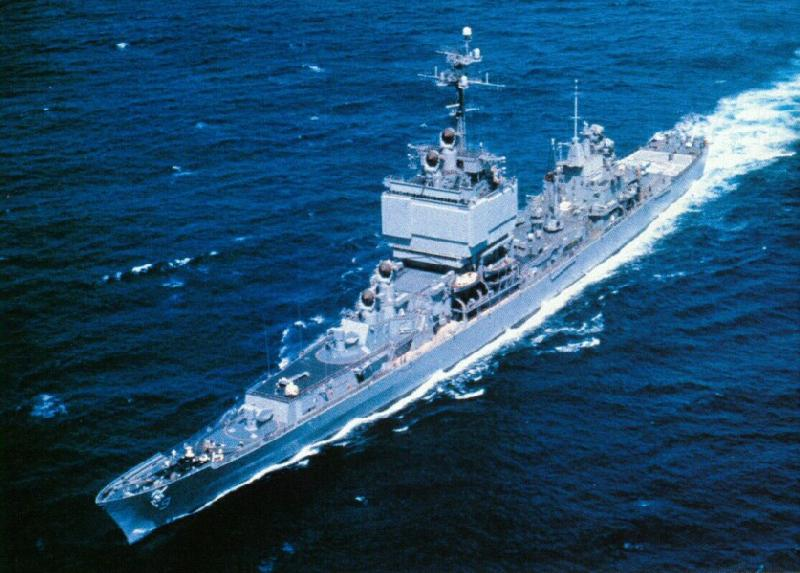
Die USS Long Beach, erster Atomkreuzer der Welt

Der erste Atomkreuzer, der weltweit in Dienst gestellt wurde, war 1961 die Long Beach der US Navy. Damit wurde sie parallel zum ersten nuklear getriebenen Flugzeugträger Enterprise gebaut und fertiggestellt. Ein Jahr später folgte mit der Bainbridge die zweite Einheit. Der dritte Atomkreuzer der US Navy war die Truxtun, die 1967 in Dienst gestellt wurde. Diese drei Schiffe waren Prototypen, die aus den konventionell getriebenen Kreuzerklassen Leahy respektive Belknap entwickelt wurden.
Nach diesen drei einzelnen Einheiten folgte ab 1970 der Bau der ersten Klasse von Atomkreuzern. Die California-Klasse sollte drei Einheiten umfassen, die letzte Einheit wurde aus Kostengründen gestrichen. Die beiden Einheiten wurden schließlich 1974 und 1975 in Dienst gestellt. Die nächste Klasse von Atomkreuzern war die Virginia-Klasse. Diese Klasse sollte die Massenentwicklung von Atomkreuzern in der US Navy einleiten. Zeitweise waren bis zu 23 Einheiten geplant. Tatsächlich wurden nur vier Einheiten gebaut, die 1976, 1977, 1978 und 1980 in Dienst gestellt wurden. Allerdings wurde auch bei diesen vier Schiffen der Kostenrahmen weit überschritten, was auch auf die Inflation in den 1970er Jahren zurückzuführen war.
In den 1980er Jahren wurde das Aegis-Kampfsystem entwickelt. Dieses war normalen Luftabwehrradarsystemen weit überlegen und sollte auf der neuen Generation von Kreuzern eingesetzt werden. Laut ursprünglichen Plänen sollte es ab der fünften Einheit der Virginia-Klasse installiert werden, alternativ hätte es auf der CGN-42-Klasse Verwendung gefunden. Stattdessen wurde die Ticonderoga-Klasse für das System entwickelt. Durch diese von Gasturbinen getriebene Klasse war die Entwicklung von Atomkreuzern in der US Navy praktisch beendet.
Die Außerdienststellung der neun Schiffe der US Navy erfolgte in den 1990er Jahren. Die drei einzelnen Einheiten hatten zu dieser Zeit das Ende ihrer vorgesehenen Lebensdauer von ca. 30 Jahren erreicht und auch drei (USS Long Beach) beziehungsweise jeweils zwei (USS Bainbridge und USS Truxtun) Erneuerungen des nuklearen Brennstoffs durchlaufen. Bei den sechs späteren Einheiten war dies jedoch nicht der Fall. Die California- und Virginia-Einheiten wurden zwischen 1974 und 1980 in Dienst gestellt und erreichten damit nur zwischen 16 und 25 Jahre Einsatzzeit. Sie waren Anfang der 1990er Jahre sogar noch einer gründlichen Überholung unterzogen worden. Bei diesen Schiffen wäre jedoch Mitte/Ende der 1990er Jahre eine Erneuerung der Brennstäbe erforderlich geworden, so dass die Schiffe aus Kostengründen deaktiviert wurden.

### Sowjetische und russische Marine

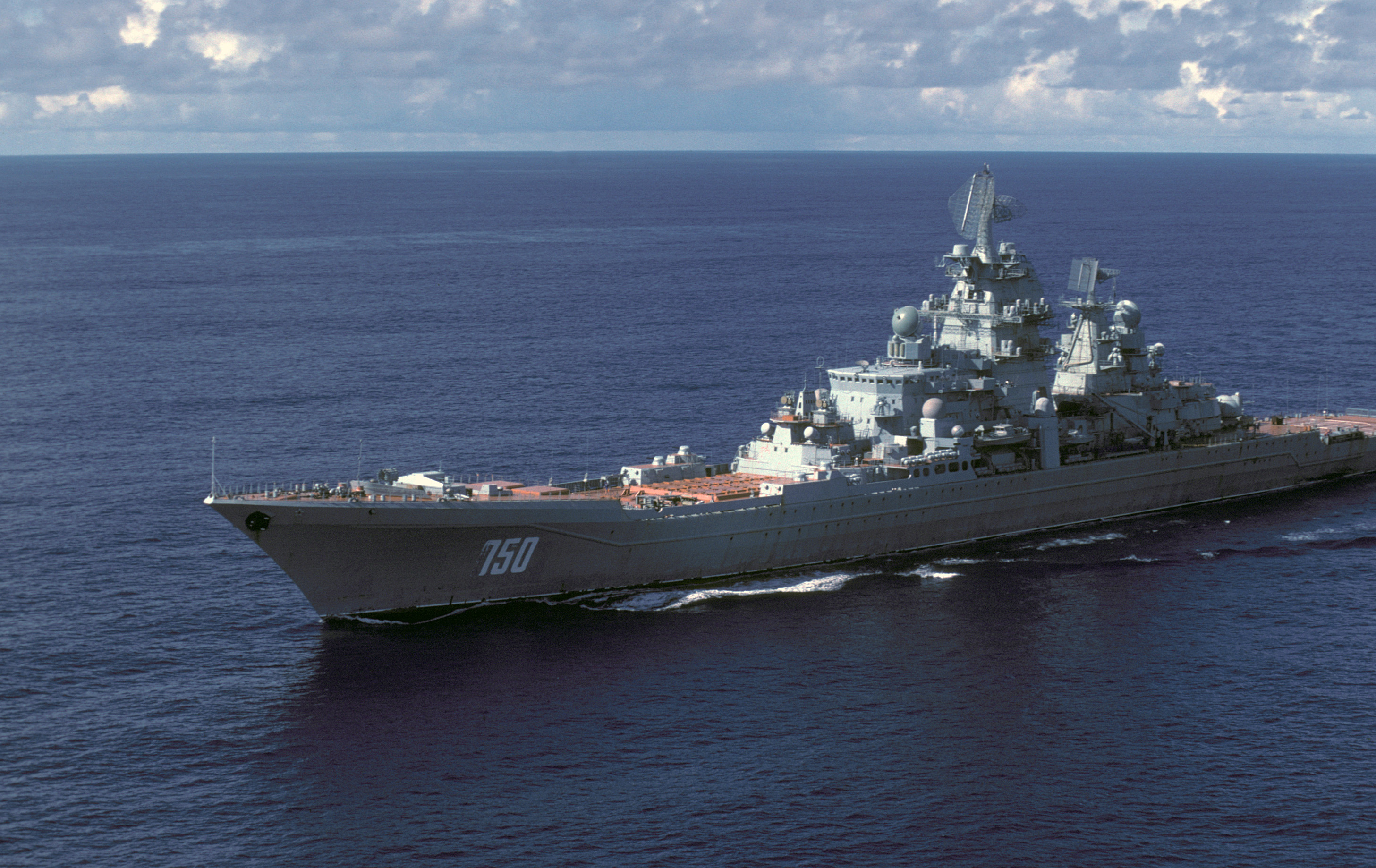
Die Frunse 1985 auf See

Die sowjetische Marine begann mit dem Bau von Atomkreuzern erst wesentlich später. Die erste Einheit des Projekts 1144, die Kirow, wurde 1973 auf Kiel gelegt und erst 1980 in Dienst gestellt, somit zeitgleich mit der Indienststellung der letzten amerikanischen Atomkreuzer. Die zweite Einheit, die Frunse folgte 1985, die dritte, genannt Kalinin 1988. Das vierte Schiff der Klasse, die Juri Andropow, wurde 1986 auf Kiel gelegt, aber nach langen Verzögerungen erst 1998 bei der nunmehrigen russischen Marine in Dienst gestellt. Eine fünfte Einheit wurde zwar auf Kiel gelegt, jedoch 1992 noch vor der Vollendung in der Werft abgebrochen.
Die Admiral Uschakow sowie die Admiral Lasarew wurden 2021 abgewrackt. Derzeit ist nur die Pjotr Weliki – ehemals Juri Andropow – als Flaggschiff in aktivem Dienst.

## Klassifizierung und Namensgebung

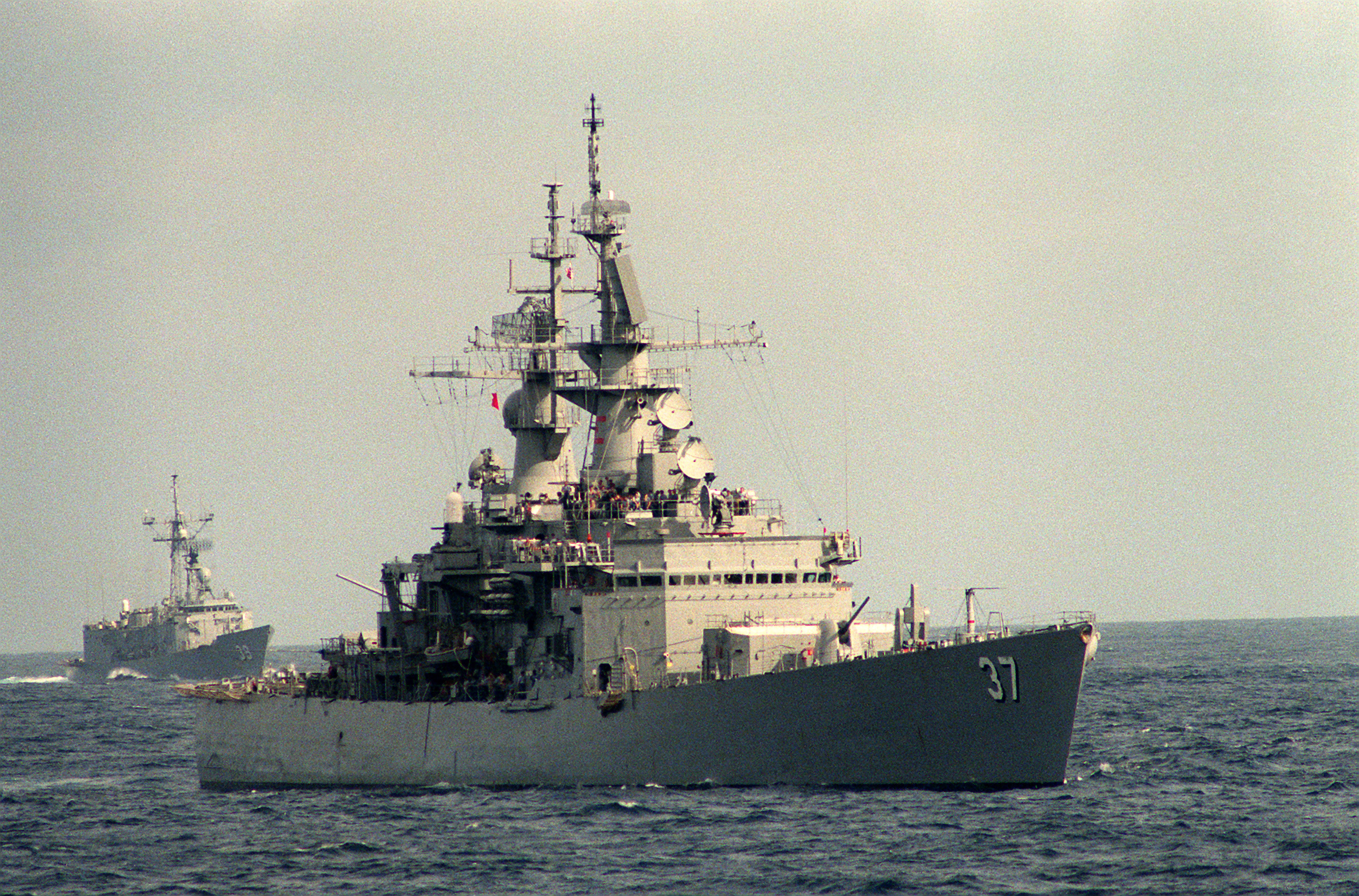
Die USS South Carolina wurde als DLGN in Dienst gestellt

### US Navy
Bereits bei der USS Long Beach gab es Unklarheiten über die Klassifizierung. Neben CGN war auch CLGN mit dem L für light/leicht im Gespräch. Ab der Bainbridge bis zur South Carolina (der zweiten Einheit der California-Klasse) wurden die Einheiten bei Indienststellung als DLGN bezeichnet. Diese Abkürzung steht für Destroyer Leader Guided Missile nuclear powered oder nuklear angetriebener Lenkwaffenzerstörerführer. Im allgemeinen Sprachgebrauch wurden Einheiten, deren Kennung mit DL begann, jedoch als Large Frigates (Große Fregatten) bezeichnet. Da diese Bezeichnung in keinem Verhältnis zur Größe und militärischen Bedeutung der Atomkreuzer stand, wurde die Klassifizierung zum 30. Juni 1975 geändert und alle DLGN wurden zu CGN umklassifiziert.
Die Namensgebung der Schiffe folgte keiner klaren Linie. Die USS Long Beach wurde, wie bei Kreuzern üblich, nach einer Stadt benannt. Die USS Bainbridge und die USS Truxtun, wurden, wie bis 1975 bei Zerstörern üblich, nach Kriegsteilnehmern der US Navy benannt, die durch herausragende Tapferkeit ein Vorbild für ihre Kameraden waren oder aus anderen Gründen ausgezeichnet wurden. Die restlichen sechs Schiffe wurden nach Bundesstaaten benannt. Dies zeigt, dass die Schiffe in der US-Navy einen hohen Stellenwert hatten, da nur capital ships nach Bundesstaaten benannt werden. Zu diesem Zeitpunkt war dies ausschließlich Schlachtschiffen vorbehalten.

### Sowjetische und russische Marine
Die Einheiten wurden von der NATO als Schlachtkreuzer klassifiziert, womit man der immensen Größe im Vergleich zu Atomkreuzern westlicher Bauart Rechnung trug. Die vier Schiffe wurden nach wichtigen Persönlichkeiten der Sowjetunion, nämlich Sergei Kirow, Michail Frunse, Michail Kalinin und Juri Andropow benannt. Nach dem Zerfall der Sowjetunion erhielten die Einheiten neue Namen. Aus der Kirow wurde die Admiral Uschakow, benannt nach Fjodor Uschakow, die Frunse wurde umgetauft zu Admiral Lasarew nach Michail Lasarew, die Kalinin nach Pawel Nachimow in Admiral Nachimow umbenannt und aus der Juri Andropow wurde zu Ehren von Peter dem Großen die Pjotr Weliki.

## Technik und Besatzung

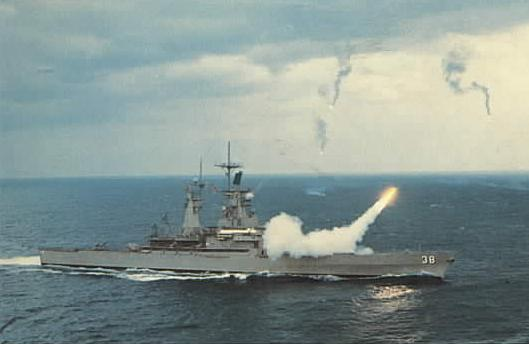
Die Bewaffnung von Atomkreuzern besteht hauptsächlich aus Lenkraketen

Abgesehen von der USS Bainbridge und der USS Truxtun mit je ca. 9.000 Tonnen hatten alle Atomkreuzer eine Verdrängung von über 10.000 Tonnen. Die größten Atomkreuzer waren die Kirows mit ca. 25.000 Tonnen. Der Einbau von Atomreaktoren in Schiffe mit nur 5.000 Tonnen Verdrängung, wie sie in den 1960er Jahren üblich war, ist der US Navy aus Gewichtsgründen nie gelungen. Da die bereits genannten kleinsten Atomkreuzer Modifikationen von konventionell getriebenen Einheiten waren, ist auch bekannt, dass die atomare Antriebsanlage die Verdrängung eines Schiffes um rund 1.000 Tonnen erhöht. Die Schiffe sind zwischen 170 und 220 Meter (US Navy) beziehungsweise 250 Meter (Sowjetische Marine) lang. Diese sind auch die größten je gebauten Lenkwaffenkreuzer.
Jeder der 13 Atomkreuzer hatte zwei Druckwasserreaktoren an Bord. Die Einheiten der Kirow-Klasse hatten zudem ein CONAS-System an Bord, mit dem der durch den Reaktor gewonnene Dampf zusätzlich konventionell erhitzt werden konnte. Die atomar getriebenen Kreuzer waren zwar nicht schneller als konventionell getriebene Kriegsschiffe und können wie diese knapp über 30 Knoten laufen. Ihr besonderer Antrieb ermöglicht allerdings eine nahezu unbegrenzte Reichweite. Diese lag mit einer Reaktorfüllung in den 1990er Jahren bei ca. 700.000 Seemeilen. Zu Beginn, als der Kernenergieantrieb auf Schiffen noch neu war, lag die Reichweite noch bei höchstens der Hälfte.
Wesentlicher Nachteil der Atomkreuzer ist, dass durch den Nuklearantrieb die Besatzungszahl in die Höhe getrieben wird. So wird hochqualifiziertes Fachpersonal zur Wartung und Kontrolle der Reaktoren benötigt, außerdem müssen dieses Atomingenieure sein, die schwer im Regierungsdienst zu halten sind. Dies sowie die regelmäßig notwendige Nachfüllung des Reaktors treiben die Unterhaltskosten der Schiffe in die Höhe. Zusätzlich ist bereits der Bau der Schiffe wesentlich teurer als der vergleichbarer konventionell angetriebener Einheiten.

## Einsatzprofil

### US Navy

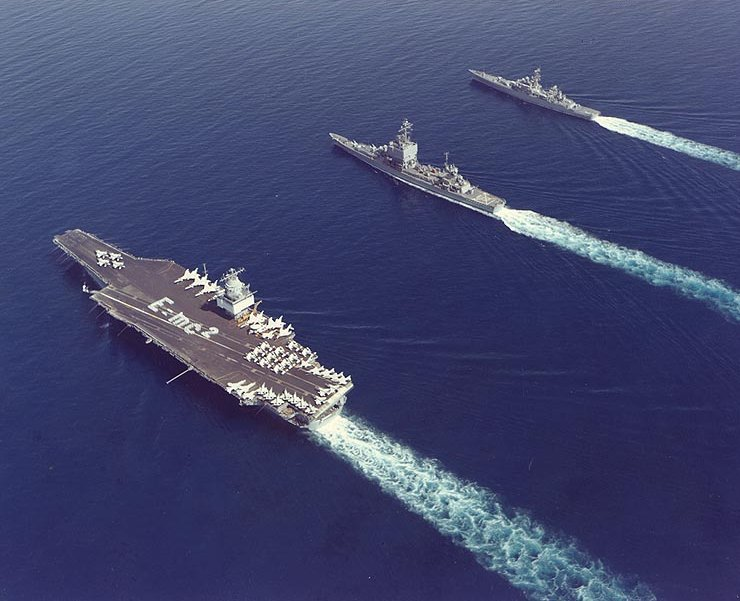
Nukleare Kampfgruppe 1964 im Mittelmeer

Die Atomkreuzer der US Navy, teilweise abgesehen von der USS Long Beach, die Langstreckenluftabwehrraketen an Bord hatte, passen nicht in die typische Kreuzer-Definition, nämlich die Fähigkeit, ohne Begleitschiffe auf sich gestellt zu operieren. Denn ihnen fehlte bis in die 1980er Jahre die nötige Bewaffnung für Angriffe auf Schiffe und auf weit entfernte Luftziele. Stattdessen waren sie bereits vom Design her klar als Geleitschutz (zuständig für Luftabwehr und U-Jagd) für die ebenfalls nuklear getriebenen Flugzeugträger der Nimitz-Klasse konzipiert worden. In den 1980er Jahren wurden die Atomkreuzer der US Navy mit Seezielflugkörpern AGM-84 Harpoon ausgerüstet, wodurch die Kampfkraft gegen Seeziele deutlich erweitert wurde. Die vier Virginias und die USS Long Beach erhielten außerdem Armored Box Launcher mit Marschflugkörpern Typ BGM-109 Tomahawk, die taktische und nukleare Angriffe auf Landziele ermöglichten.
Die US Navy wollte mit den Atomkreuzern vermehrt nur-nukleare Trägerkampfgruppen bilden. Dafür sollte ein Verhältnis Atomkreuzer: Träger von mindestens 2:1, idealerweise 4:1, hergestellt werden. Die Navy blieb zwischen diesen Vorgaben bis in die 1980er hinein, da aber die Produktion von Atomträgern weiterging, rutschte das Verhältnis auf 1,3:1 ab. Die gewollten Nuclear Task-Forces kamen nur einmal tatsächlich zum Einsatz: 1979 wurde im Rahmen der Geiselnahme von Teheran eine Gruppe aus dem Flugzeugträger Nimitz, sowie den Atomkreuzern Texas und California bestehend aus dem Mittelmeer in den persischen Golf entsandt.
Diese Fahrt wurde von den Schiffen mit hoher Geschwindigkeit durchgeführt, was auch der grundsätzliche Vorteil der atomar getriebenen Kreuzer ist: Sie sind in der Lage, auch über längere Distanzen mit gleich bleibend hoher Geschwindigkeit zusammen mit dem Träger in andere Operationsgebiete verlegt zu werden und dort sofort einsatzbereit zu sein, ohne dass ein erneutes Bunkern erforderlich wäre.
Diese Fähigkeit testete die Navy bereits 1964, als die Enterprise, die Long Beach sowie die Bainbridge in der Operation Sea Orbit in nur 65 Tagen eine komplette Weltumrundung durchführten.

### Sowjetische und russische Marine

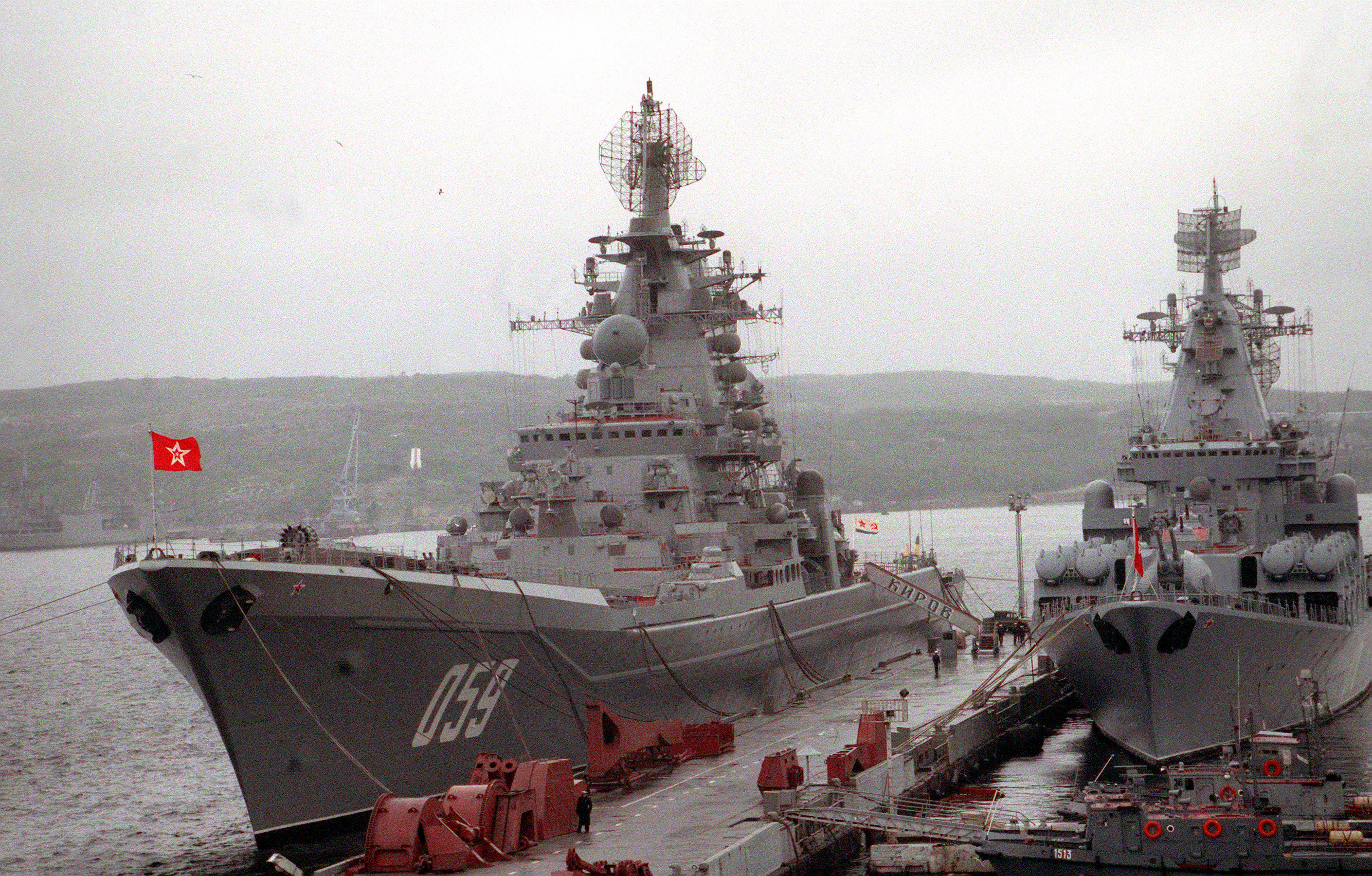
Links die Kirow, Typschiff ihrer Klasse, rechts daneben die Marschall Ustinow, ein konventioneller Slawa-Kreuzer (1992)

Die sowjetischen bzw. russischen Atomkreuzer waren von Beginn an sehr viel mehr an den klassischen Kreuzer-Begriff angelehnt. Sie waren als Offensiv-Einheiten mit Anti-Schiff-, Anti-Luft- und Anti-U-Boot-Kapazitäten geplant, also als „Allroundeinheit“ für Einzeloperationen. Somit dienten sie als Flaggschiffe innerhalb der sowjetischen und später russischen Flotte. Als solche wären sie im Ernstfall von kleineren Einheiten wie Fregatten und Zerstörern unterstützt worden.

## Liste der Atomkreuzer

### United States Navy
- Long Beach
- Bainbridge
- Truxtun
- California-Klasse
  - California
  - South Carolina
- Virginia-Klasse
  - Virginia
  - Texas
  - Mississippi
  - Arkansas

### Sowjetische/Russische Marine
- Projekt 1144 (Kirow-Klasse)
  - Admiral Uschakow (ex-Kirow)
  - Admiral Lasarew (ex-Frunse)
  - Admiral Nachimow (ex-Kalinin)
  - Pjotr Weliki (ex-Juri Andropow)